# Sayum Sabah
Sayum Sabah is een bestuurslaag in het regentschap Deli Serdang van de provincie Noord-Sumatra, Indonesië. Sayum Sabah telt 600 inwoners (volkstelling 2010).